# Washoe
Washoe var en schimpans som föddes cirka 1965 och dog den 30 oktober 2007. Washoe var det första djur som lärde sig teckenspråket ASL och lärde även tre andra schimpanser, Loulis, Tatu och Dar detta språk.